# Josh Saunders
Josh Saunders (Grants Pass, 2 marzo 1981) è un ex calciatore statunitense naturalizzato portoricano, di ruolo portiere.

## Carriera

### College
Saunders ha trascorso gli ultimi due anni di college a Berkeley, dopo aver trascorso le due precedenti al Cal-State Fullerton. In ciascuna delle sue due stagioni con i California Golden Bears è stato nominato nella selezione First Team All-Pac-10. Durante la sua stagione da senior è stato il primo portiere ad essere nominato Pac-10 Player of the Year. Al college ha conseguito il dottorato in Lettere Americane.

### Club
Nel 2003 Saunders era nella rosa dei San Jose Earthquakes, ma non scese mai in campo per nessuna partita ufficiale. Invece,
Nel 2003 è passato in prestito giocato in prestito ai Portland Timbers nella USL First Division, dove è stato il portiere titolare per 16 partite, incassando solo 15 gol (media partita 0,90). L'anno successivo, ha disputato 24 partite con una media di 1,11. Ha ottenuto anche un record di imbattibilità di 363 minuti, striscia record nella storie dei Portland Timbers.
Nel 2005 viene ingaggiato dai Los Angeles Galaxy come terza scelta alle spalle di Kevin Hartman e Steve Cronin, senza però mai giocare.
Nel 2007 Saunders e altri tre giocatori vengono tagliati dai LA Galaxy, in base alle leggi fiscali della Major League, per far posto all'oneroso contratto di David Beckham.
Poco dopo firma per il Puerto Rico Islanders per la stagione 2007, facendo il suo debutto per gli isolani in una vittoria per 2-1 contro il Rochester Raging Rhinos il 14 aprile 2007.
L'11 aprile 2008, Saunders ha firmato con Miami FC e ha successivamente giocato 27 partite per la squadra della Florida, fino a quando fu ceduto in prestito al Los Angeles Galaxy, nel settembre 2008, per il resto della stagione MLS.
All'inizio del 2009 ha firmato un contratto a tempo indeterminato con i Galaxy che lo vede come riserva di Donovan Ricketts.
Il 22 novembre 2009, durante la finale di MLS Cup 2009,  ha sostituito al 66º minuto l'infortunato Ricketts, per la restante parte della partita e per i tempi supplementari, mantenendo la porta imbattuta, ma ai calci di rigore la squadra dei Real Salt Lake si impone per 5-4.
Nel 2014 firma per la nuova squadra dei New York City Football Club neonata formazione statunitense che sarebbe entrata l'anno successivo nella Major League Soccer. Per mantenere la condizione in attesa dell'esordio in MLS è stato girato in prestito alla squadra texana del San Antonio Scorpions militante nella North American Soccer League (NASL).

### Nazionale
Dal 2008, Saunders è considerato, come nazionalità sportiva, un atleta portoricano, ed ha disputato 2 partite con la Nazionale di calcio Portoricana.